# جبل المشارف
جبل المشارف (بالعبرية: הַר הַצּוֹפִים) ويسمى أيضا جبل المشهد أو جبل الصوانة هو جبل يبلغ ارتفاعه 2710 قدم (826 متر) فوق مستوى سطح البحر ويقع في شمال شرق القدس.
ويطلق عليه غير العرب اسم (جبل سكوبس)، حيث أقيمت فوقه الجامعة العبرية عام 1925، ومركز هداسا الطبي في 1939. وفي أعقاب الحرب العربية الإسرائيلية عام 1948 كان الجبل حسب الأمم المتحدة أرضا إسرائيلية مطوقة ومعزولة تقع داخل الأراضي التي تخضع للسلطة الأردنية، حتى حرب 1967، وحاليا يقع جبل المشارف ضمن حدود بلدية مدينة القدس.

## أعلام
- مو بيرغ

## وصلات خارجية
- Mount Scopus - The Hebrew University
- Mount Scopus - The Brigham Young University
- Jerusalem Photos Portal - Mount Scopus